# 横山町 (八王子市)

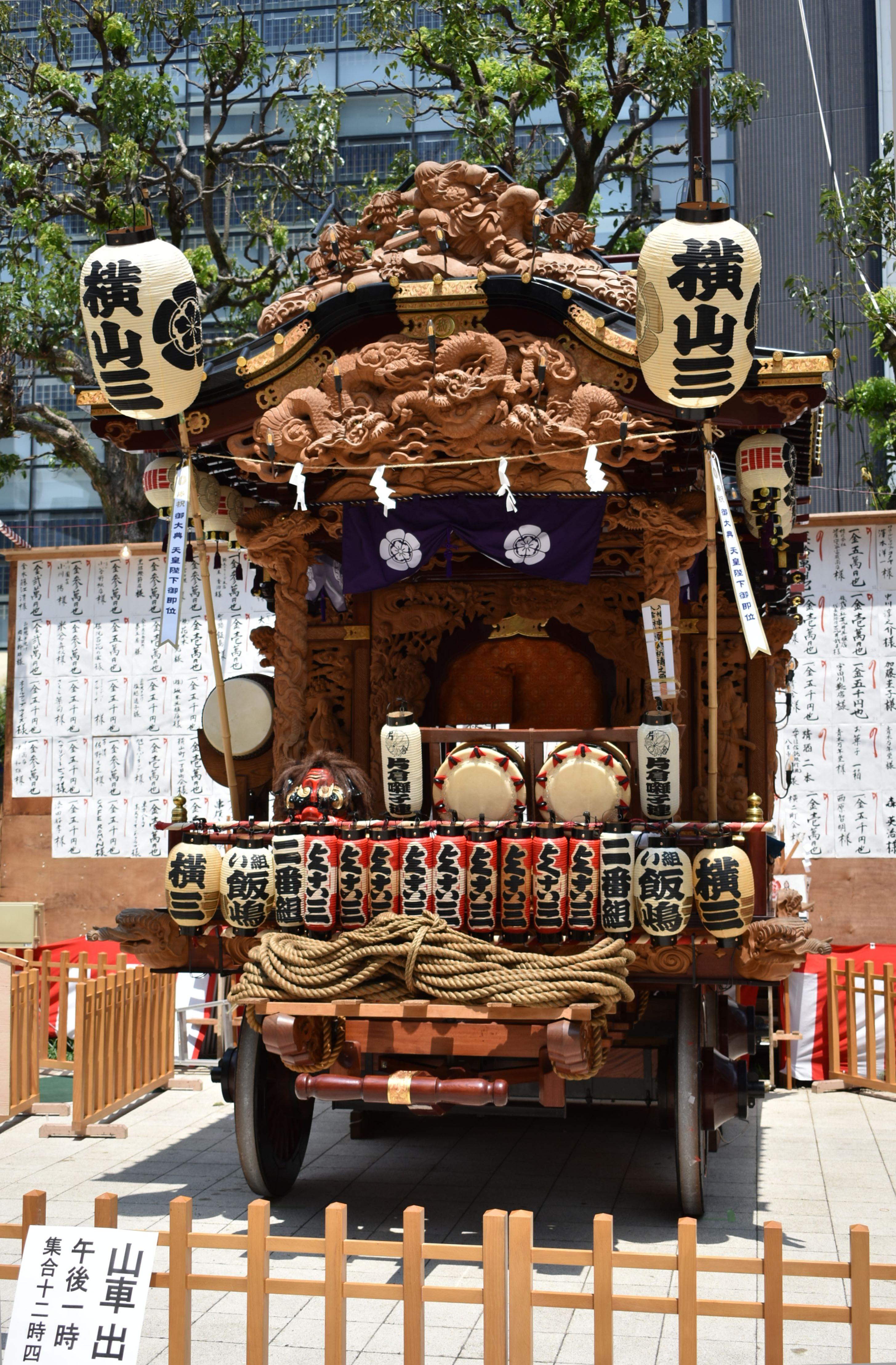
山車・「横山町三丁目」新潟県村上市、伽藍師細野実、細野幹雄作（2019年8月4日撮影）

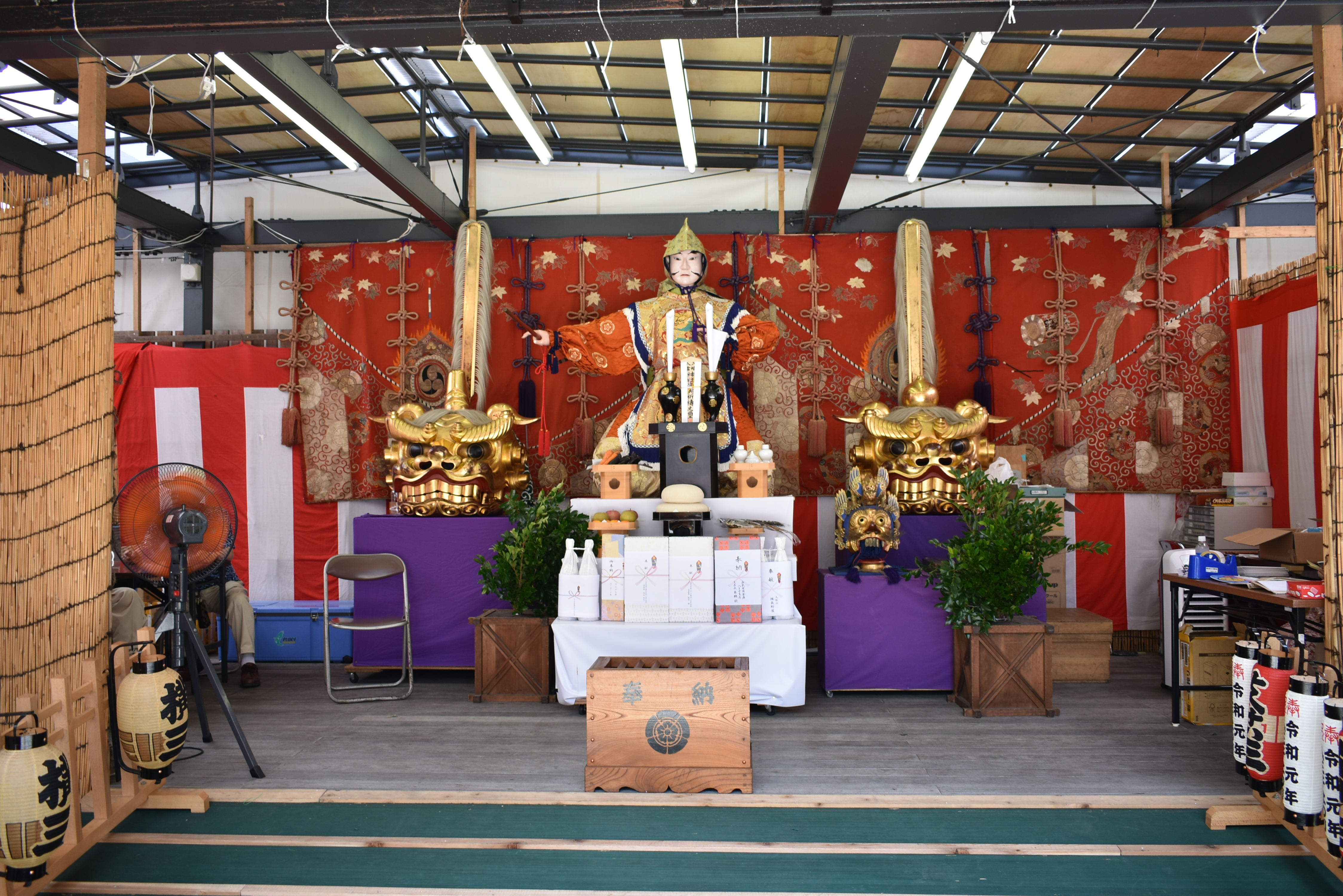
山車人形・三代目原100舟月作「織田信長羅陸王」市指定有形文化財（2019年8月4日撮影）

横山町（よこやまちょう）は、東京都八王子市の地名である。丁番を持たない単独町名であり、住居表示実施済区域。郵便番号は192-0081（八王子郵便局管区）。

## 地理
八王子市中心部に位置し、中央を国道20号（甲州街道）が横切り、西端を国道16号（東京環状）が区切る。八王子駅にほど近く八日町と同様、甲州街道沿いを中心に、商店・金融機関が並ぶ。東で新町・明神町、南で東町・中町・南町、西で八日町、北で新町・元横山町・本町と隣接する。

## 歴史

### 町名の由来
もともとは滝山城の城下町、八王子城を経て、江戸期の八王子十五宿の横山宿に因む。

### 沿革
- 1882年（明治15年）7月 - 町村分合により江戸期の横山宿を八王子横山町と改称。
- 1889年（明治22年）4月1日 - 町村制施行により八王子町成立。これまでの八王子横山町の町域を横山町とする。
- 1968年（昭和43年）8月1日 - 住居表示を実施。（旧）1～103番地を（新）1～25番地に変更。

### 治安・風紀の維持
2012年、東京都は横山町を都迷惑防止条例に基づき、客引きやスカウトのみならず、それらを行うために待機する行為なども禁止する区域に指定した。

## 世帯数と人口
2017年（平成29年）12月31日現在の世帯数と人口は以下の通りである。
| 町丁   | 世帯数    | 人口    |
| ------ | --------- | ------- |
| 横山町 | 1,261世帯 | 2,138人 |

## 小・中学校の学区
市立小・中学校に通う場合、学区は以下の通りとなる。
| 番地    | 小学校               | 中学校               | 通学許可校           |
| ------- | -------------------- | -------------------- | -------------------- |
| 1〜4番  | 八王子市立第四小学校 | 八王子市立第五中学校 |                      |
| 6〜20番 | 八王子市立第一小学校 | 八王子市立第五中学校 |                      |
| その他  | 八王子市立第一小学校 | 八王子市立第五中学校 | 八王子市立第四小学校 |

## 交通

### 道路・橋梁
- 国道16号（東京環状）
- 国道20号（甲州街道）
- 東京都道160号下柚木八王子線（野猿街道）

### 路線バス
- 京王電鉄バス
  - 京王八王子駅 - 横山町 - 館ヶ丘団地方面
- 京王バス南
  - 京王八王子駅 - 横山町 - 上大船・法政大学・東京家政学園方面
- 西東京バス
  - 京王八王子駅 - 横山町 - 純心女子学園・杏林大学・戸吹・みつい台・楢原町方面
  - 京王八王子駅 - 横山町 - 川口小学校・サマーランド・武蔵五日市駅方面
  - 京王八王子駅 - 横山町 - 宝生寺団地・大久保・長房団地・城山手・高尾駅南口方面
- 神奈川中央交通
  - 八王子駅 - 横山町 - 相模湖駅

## 施設

### 郵便局・金融機関
- 八王子横山町郵便局
- 商工組合中央金庫八王子支店
- 大東京信用組合八王子営業部
- みずほ銀行・みずほ信託銀行八王子支店

### 神社・寺院

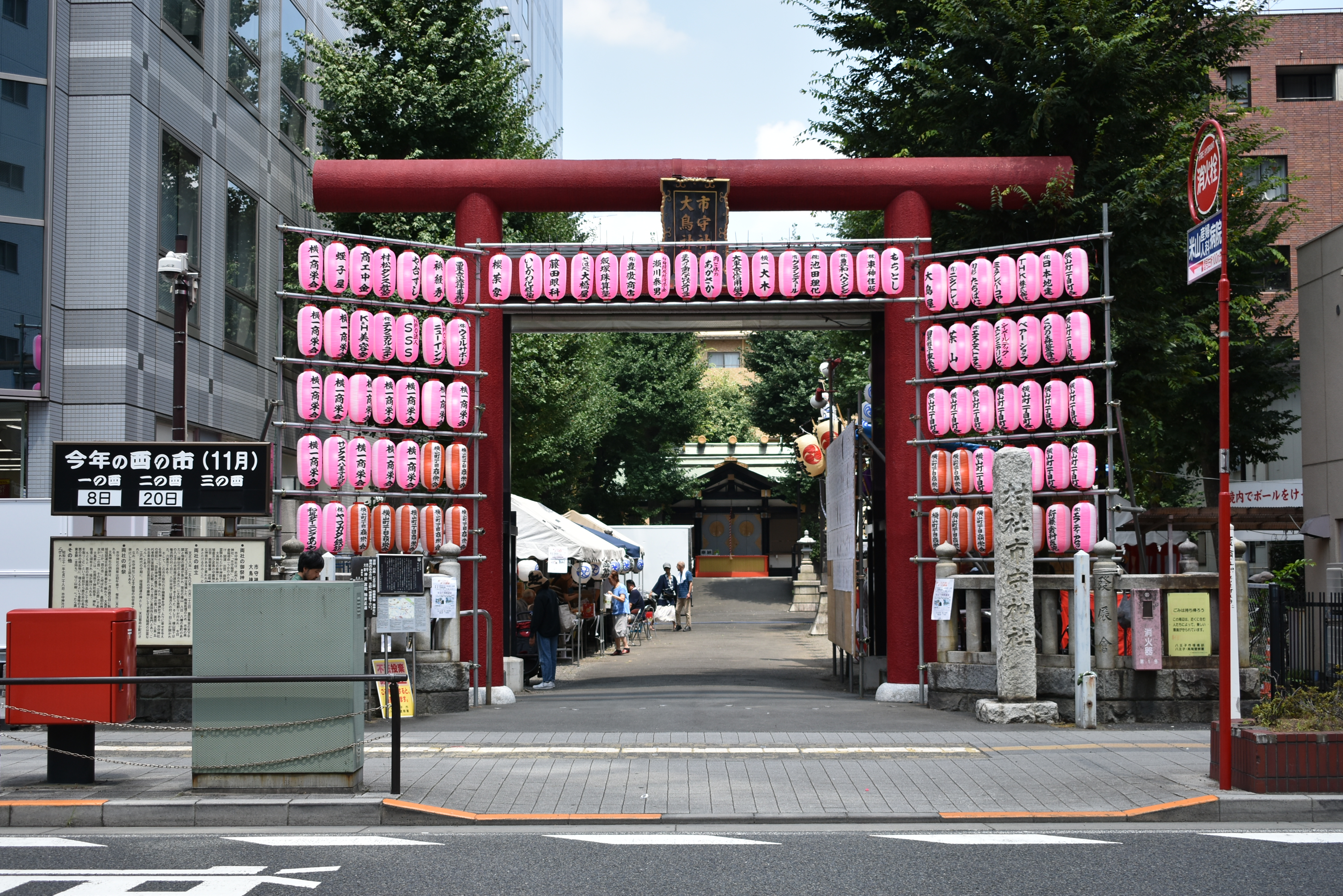
市守大鳥神社（2019年8月4日撮影）

- 市守大鳥神社

#### かつてあった商業施設
- ダイエー八王子店 - 2019年にイオンフードスタイル八王子店として再開店。
- ニュー八王子シネマ（映画館）